# Michelle Schrenk

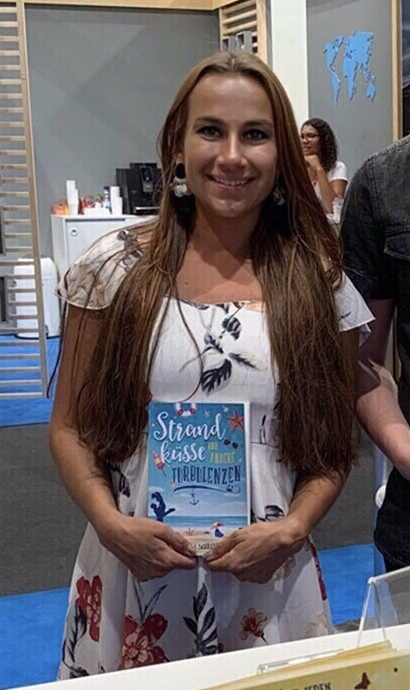
Michelle Schrenk auf der Frankfurter Buchmesse 2018

Michelle Schrenk (* 1983 in Nürnberg) ist eine deutsche Schriftstellerin, die vor allem Liebesromane verfasst. Ihr Roman Kein Himmel ohne Sterne erreichte Platz 1 in der BILD-Bestseller-Liste und war Kindle-Jahresbestseller 2017.

## Leben
Nach der Realschule machte Schrenk eine Ausbildung zur Kauffrau für Bürokommunikation und arbeitete anschließend in einer Nürnberger Werbeagentur.

## Literarisches Wirken
2011 erschien ihr erstes Buch über Nürnberg im Canim Verlag. Im Jahr 2017 erreichte sie mit ihrem Roman Kein Himmel ohne Sterne den ersten Platz der BILD-Bestsellerliste und in den Bestsellerlisten von Amazon. Zudem war das Buch beim Skoutz-Award 2018 in der Kategorie Romance und das dazugehörige Buchcover von Torsten Sohrmann (Buchgewand Coverdesign) in der Kategorie Cover nominiert. Ihr Roman Irgendwo hinter den Wolken wurde für den Kindle Storyteller Award 2019 nominiert. Im Mai 2021 berichtete das Börsenblatt, dass Schrenk zum Start des neuen New-Adult-Labels Loewe Intense des Loewe Verlags mit dem Auftaktband Wen immer wir lieben der Immer-Trilogie in das Hauptprogramm aufgenommen wurde.
Im Februar 2022 erschien ihr bekanntester Liebesroman Kein Himmel ohne Sterne auf Englisch. Die englische Übersetzung mit dem Titel That’s All I Know So Far hat dabei Marcel Weyers übernommen. Im Sommer 2022 war Schrenk in der Jury vom Kindle Storyteller Award 2022.
Ihre Weihnachtsgeschichte Weihnachtsliebe auf Bestellung erreichte Platz 1 im Amazon Bestseller-Rang und Platz 2 in der Bild Bestsellerliste.

## Werke (Auswahl)
- Das geheimnisvolle Nürnberg Fürth Buch. Canim Verlag, Nürnberg 2012, ISBN 978-3-9427-9002-4.
- Die Geheimnisse des Lebkuchenmondes. Canim Verlag, Nürnberg 2013, ISBN 978-3-9427-9003-1.
- Die Suche nach dem verlorenen Stern. Canim Verlag, Nürnberg 2015, ISBN 978-3-9427-9013-0.
- Welche Farbe hat dein Himmel? Forever, Berlin 2016, ISBN 978-3-95818-118-2.
- Der Weg zwischen den Sternen. Canim Verlag, Nürnberg 2016, ISBN 978-3-9427-9023-9.
- Himmelslichter – Kein Himmel ohne Sterne. Canim Verlag, Nürnberg 2017, ISBN 978-1-5208-3002-5.
- Himmelslichter – Kein Horizont ohne Licht. Canim Verlag, Nürnberg 2018, ISBN 978-3-9427-9035-2.
- Als-ob-Trilogie – Als ob du mich liebst. Canim Verlag, Nürnberg 2019, ISBN 978-3-9427-9044-4.
- Irgendwo hinter den Wolken. Canim Verlag, Nürnberg 2019, ISBN 978-1-0993-0766-9.
- Unendlich funkenhell – Du und ich durch alle Zeiten. Ueberreuter Verlag, 2020, ISBN 978-3-7641-7104-9.
- Michelle Schrenk, Emily Ferguson New York Dreams – Touch My Heart. Montlake, Luxemburg 2020, ISBN 978-2-4967-0299-6.
- Michelle Schrenk, Emily Ferguson New York Dreams – Feel My Soul. Montlake, Luxemburg 2020, ISBN 978-2-9198-0804-5.
- Als-ob-Trilogie – Als ob du mich siehst. Kampenwand Verlag, 2020, ISBN 978-3-947738-10-6.
- Als-ob-Trilogie – Als ob du mich vermisst. Kampenwand Verlag, 2020, ISBN 978-3-9477-3864-9.
- Noch einmal wir. Eigenverlag, 2021, ISBN 979-8-530-50445-7.
- Immer-Trilogie – Wen immer wir lieben. Loewe Verlag, Bindlach 2021, ISBN 978-3-7432-1164-3.
- Immer-Trilogie – Wann immer wir träumen. Loewe Verlag, Bindlach 2022, ISBN 978-3-743-21165-0.
- Weil wir in den Sternen stehen. Eigenverlag, 2022, ISBN 979-8-434-47662-1.
- Darfs ein bisschen Meer Liebe sein? Canim Verlag, Nürnberg 2022, ISBN 978-3-942-79050-5
- Immer-Trilogie – Was immer wir hoffen. Loewe Verlag, Bindlach 2022, ISBN 978-3-743-21166-7.
- Café mit Sylt und Zucker: Glück kommt selten allein. Eigenverlag, 2023, ISBN 979-8-391-07662-9.
- Café mit Sylt und Zucker: Unverhofft kommt oft. Eigenverlag, 2023, ISBN 978-3-757-93434-7.
- Café mit Sylt und Zucker: Liebe kommt vor. Eigenverlag, 2023, ISBN 979-8-858-49632-8.
- Café mit Sylt und Zucker: Kommt Zeit, kommt Kuss. Eigenverlag, 2023, ISBN 978-3-757-97104-5.
- Weihnachtsliebe auf Bestellung. Eigenverlag, 2023, ISBN 979-8-864-51959-2.